# Jankov (Pražská plošina)
Jankov (297 m n. m.) je návrší nacházející se na katastrálním území Hájku u Uhříněvsi, náležící městské části Praha 22 na jihovýchodním okraji Prahy, v obvodu Praha 10.

## Název
Název Jankov vychází z osobního jména Jan (Janek). Poprvé se začíná objevovat v pramenech a starých mapách v 1. polovině 19. století, a to nejprve jako Jankova hora (Jankow Berg).

## Poloha a popis
Jedná se o nejvyšší bod v okolí s malým remízem na vrcholu. Západně od hlavního vrcholu se nachází výrazné rozcestí zvané U Tří kamenů, dále na západ se nachází Podleský rybník (již k. ú. Uhříněves). Jižně od Jankova najdeme o něco nižší vrch Výšina (cca 292 m n. m.), dále na jih pak Netluky. Severně od vrcholu, na mezi v nevýrazném sedélku mezi Jankovem a remízem Na skalce, která tvoří hranici dubečského a hájeckého katastru, se nachází pomníček dubečského starosty Antonína Kalaše, který 24. října 1922 nedaleko odtud při lovu zemřel na mrtvici. Vzhledem k poloze se z návrší otevírají zajímavé výhledy směrem k Praze, kde dominují Petřín, Žižkovský vysílač a Ládví. Na severu lze spatřit sídliště Černý Most a Horní Počernice, na severovýchodu Klánovický les.

## Historie
Po staletí se zde stýkaly historické hranice okolních obcí. Byl osídlen již v dobách pravěku. V remízku se v 70. letech 20. století nalezly pozůstatky po osídlení z mladší doby kamenné neboli neolitu (5 500—4 300 př. n. l.). V roce 1865 byl na Jankově nalezen poklad, jak uvádí ve své zprávě časopis Památky archeologické a místopisné z toho roku: "... blíže Uhříněvsi, u dvoru Netluk jest vršek Jankov, na němž jsou pole a lada, na nichž pak byly veliké lavice hrud. Když je nádeníci tloukli, našli v nich hrnec s menšími i většími penězi. Po práci šli do Hájku k Židovi, jemuž každý 500 až 600 penízků za 75 krejcarů prodal. Pan páter Sutner, kaplan uhříněveský, koupil jich 145, jež uschoval.“ O jaké mince šlo, bohužel nevíme.
Nejvýznamnější památkou na Jankově je bezesporu proslulé rozcestí U tří kamenů nazývané podle původních a dnes již neexistujících kamenných mezníků oddělujících do počátku 20. století katastr Dubče a Uhříněvsi. Prastaré rozcestí vzniklo na konci středověku. Podle pověsti se měli na tomto malebném rozcestí sejít císař Rudolf II. a jeho bratr arcivévoda Matyáš, o jejichž osudu se jednalo v červnu 1608 na dubečské tvrzi. Současné kameny u rozcestí zde byly instalovány v roce 2018. Ty původní byly údajně na počátku 20. století strženy a odvezeny do Dubče, kde byly použity na stavbu místních statků.
Za druhé světové války zvolil okolí Jankova a Tří kamenů místní odbojář pplk. Václav Novák jako vhodné místo, kde by anglická letadla mohla shodit zbraně, případně vysílací stanici či vytyčit doskokovou plochu pro další výsadky z Velké Británie. Učinil tak na žádost odbojáře Miroslava Šrámka a parašutistů z výsadku Anthropoid Jozefa Gabčíka a Jana Kubiše, jejichž hlavním úkolem bylo odstranění zastupujícího říšského protektora Reinharda Heydricha. Odbojáři se U Tří kamenů s Gabčíkem a Kubišem několikrát sešli, aby v okolí remízku vytyčili signalizační světla. Začátkem března 1942 dvakrát marně čekali na přílet letadla. Doskoková plocha nakonec využita nikdy nebyla.
V blízkosti Jankova povede v budoucnu dálniční Pražský okruh.

## Galerie

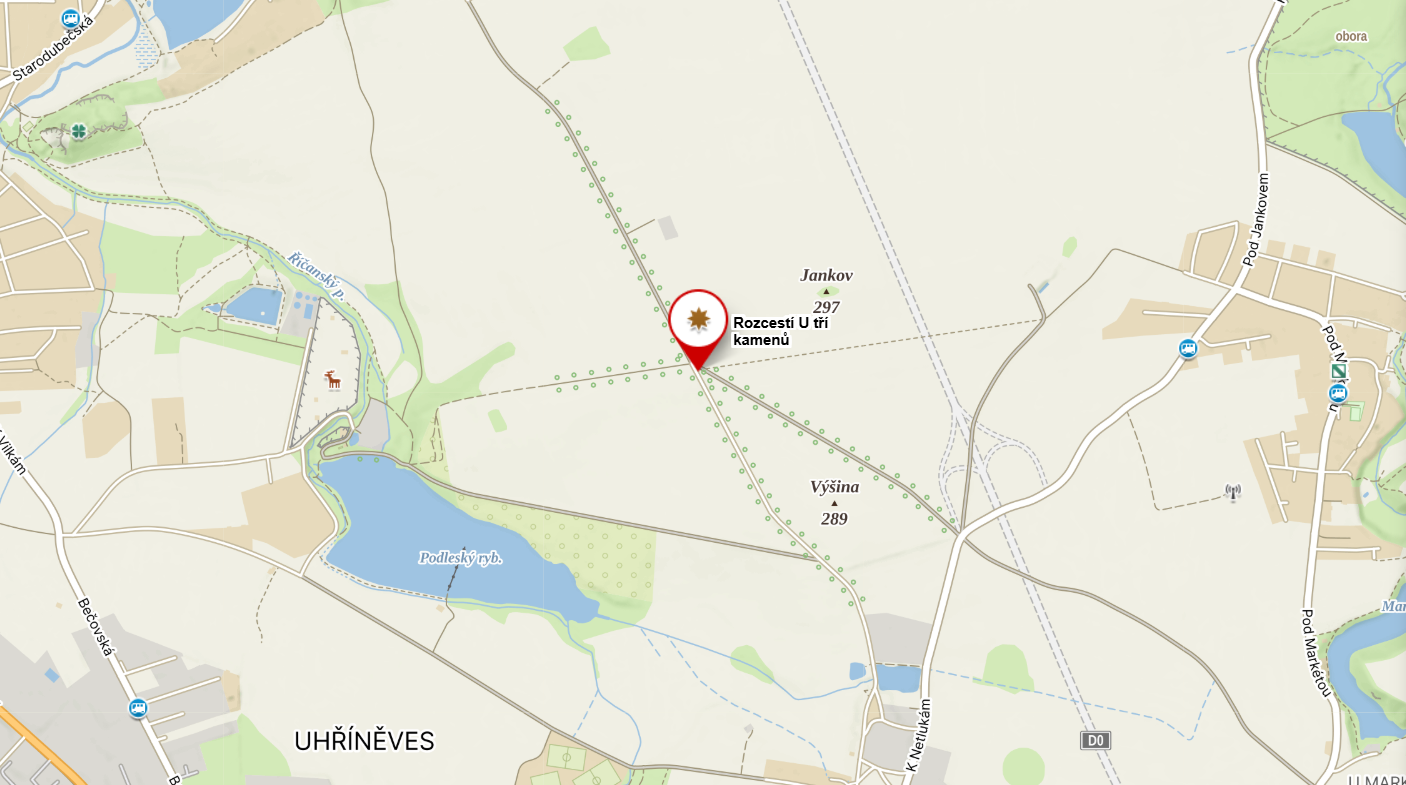
Jankov a okolí na mapě
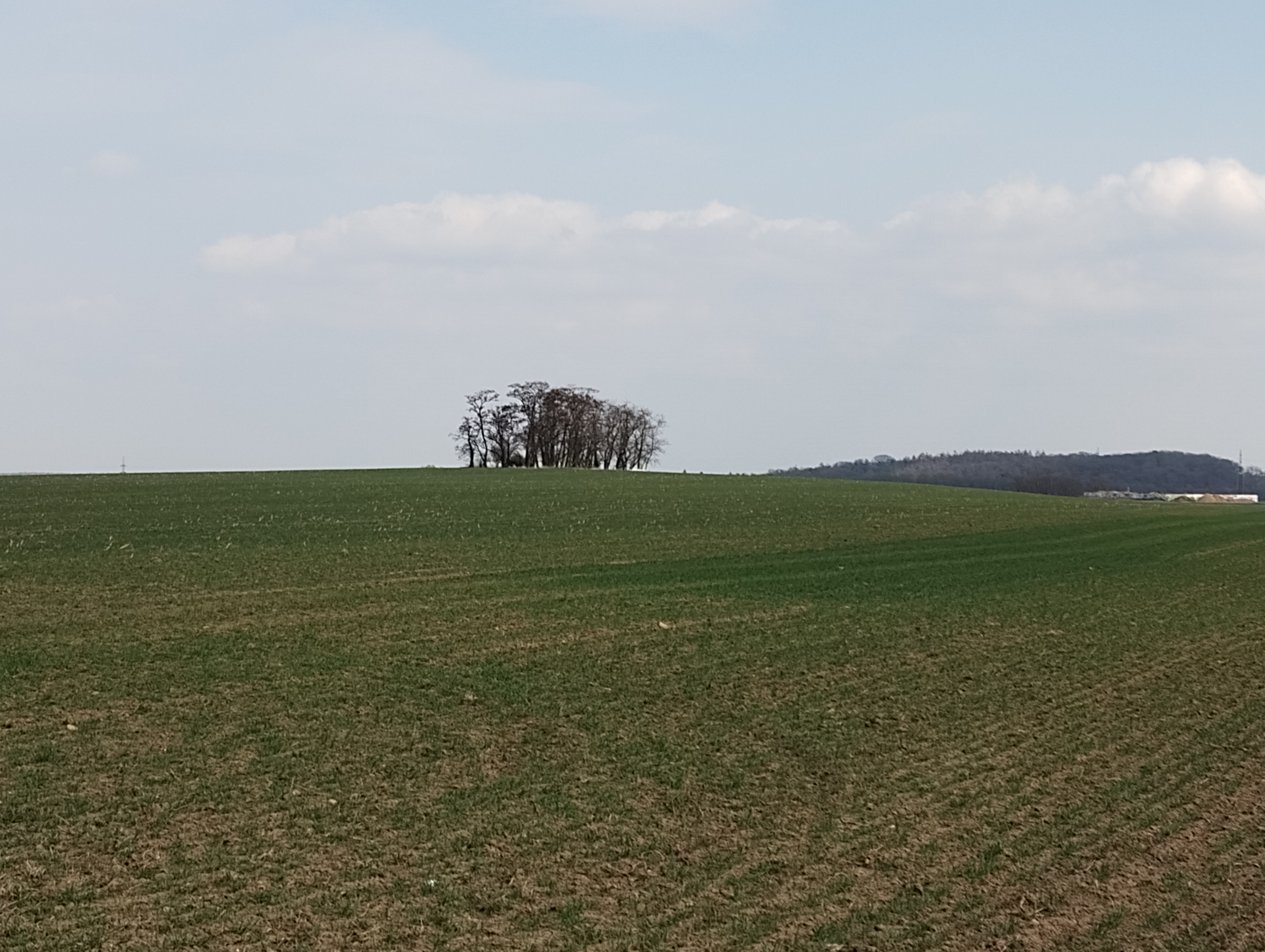
Jankov, remízek na vrcholu
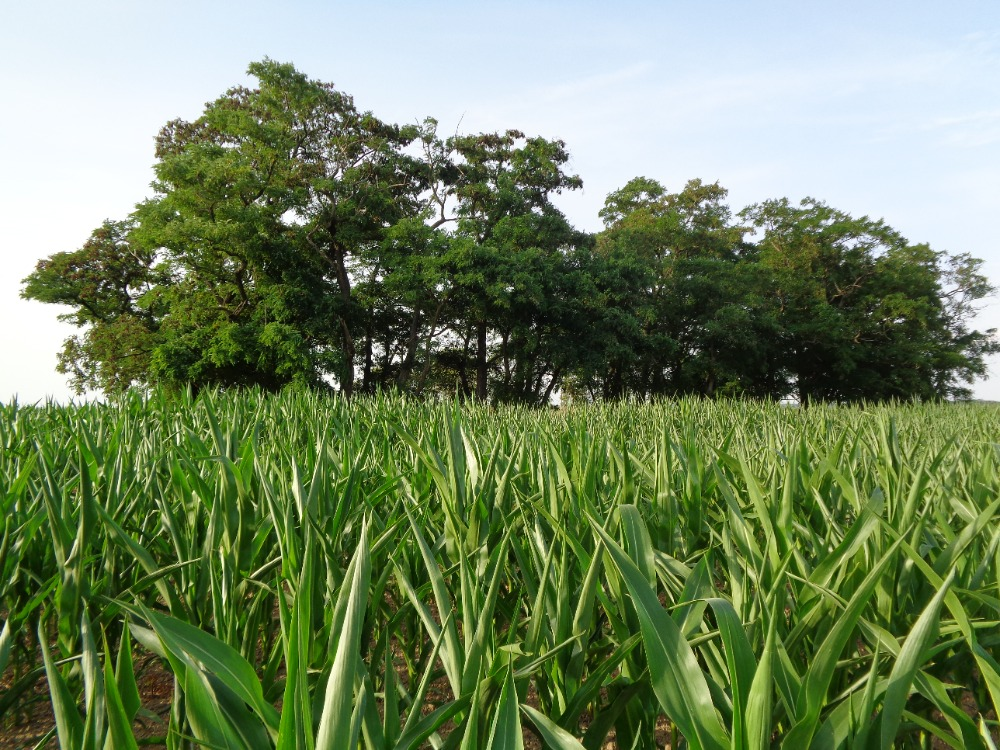
Jankov, remízek zblízka
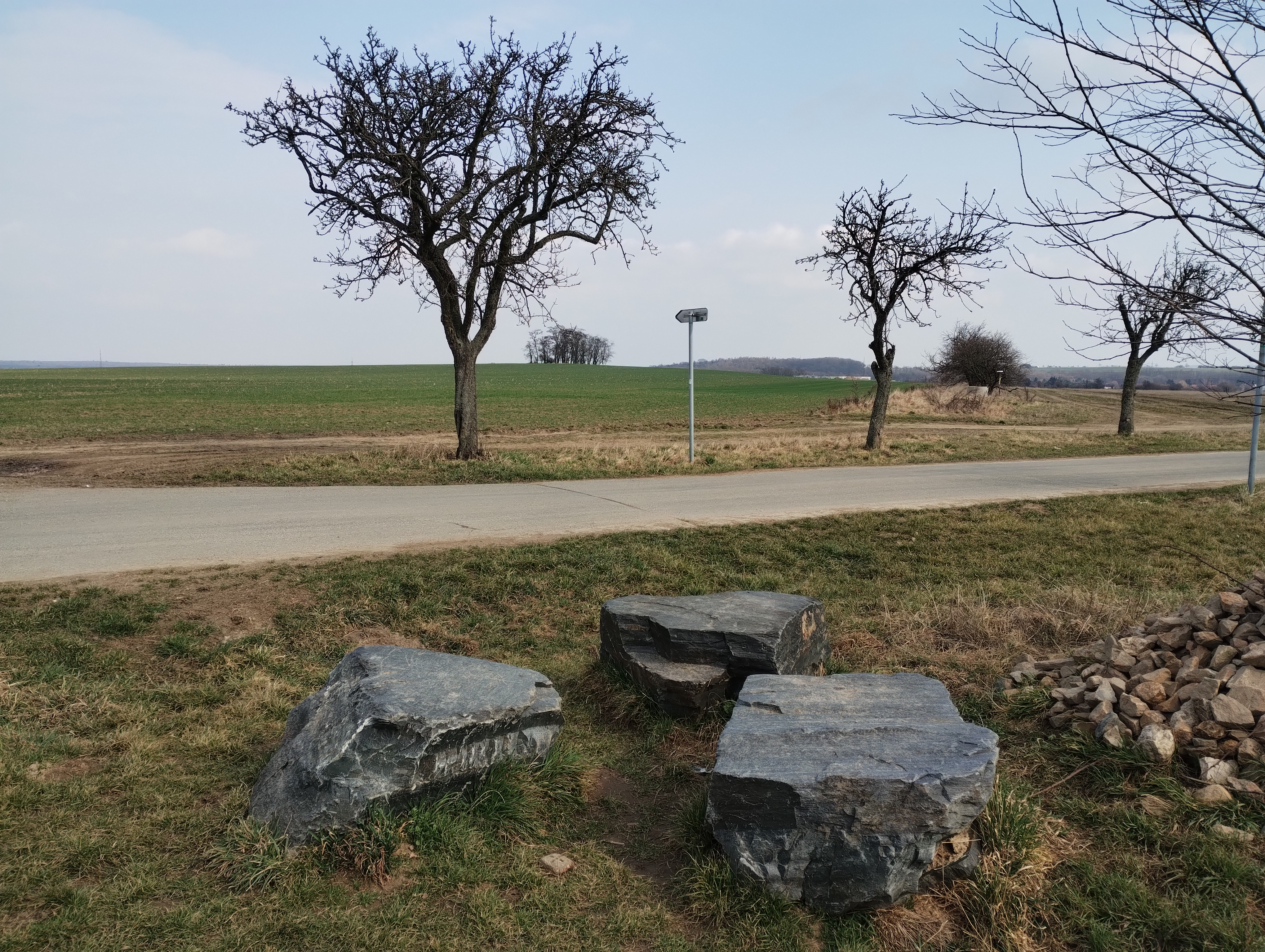
Rozcestí U Tří kamenů
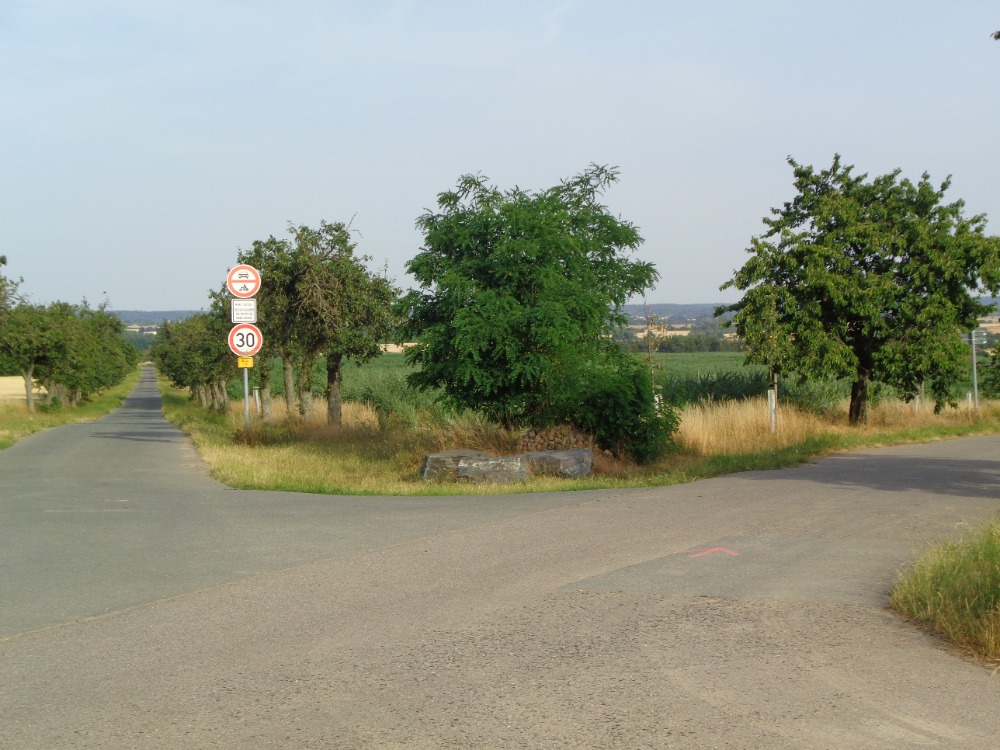
Rozcestí U Tří kamenů
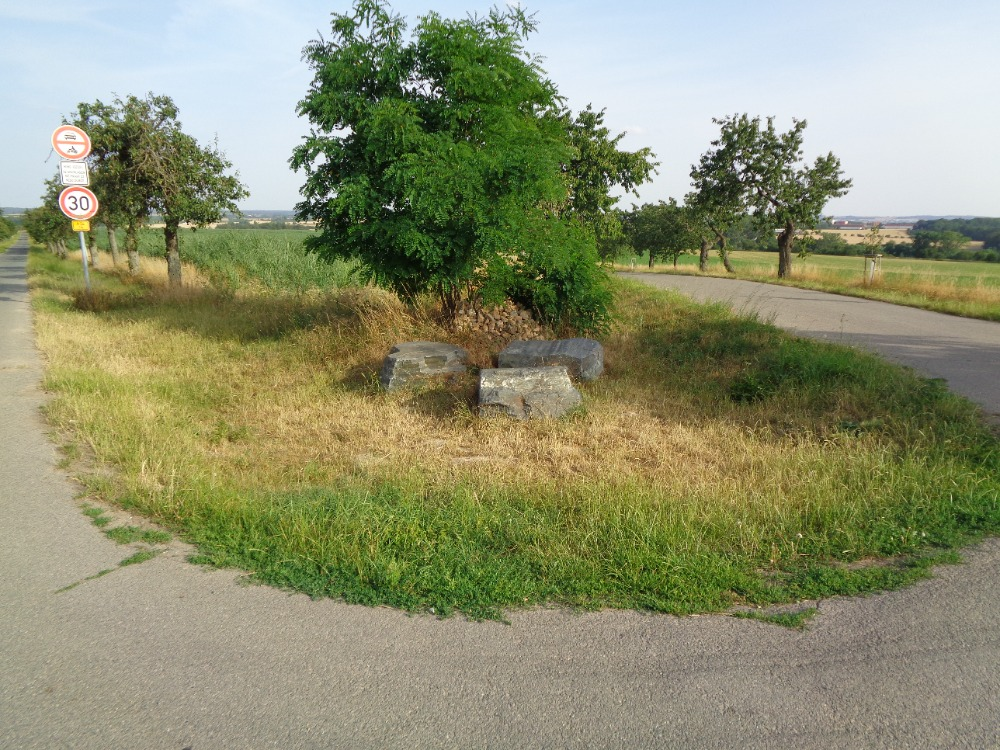
Rozcestí U Tří kamenů
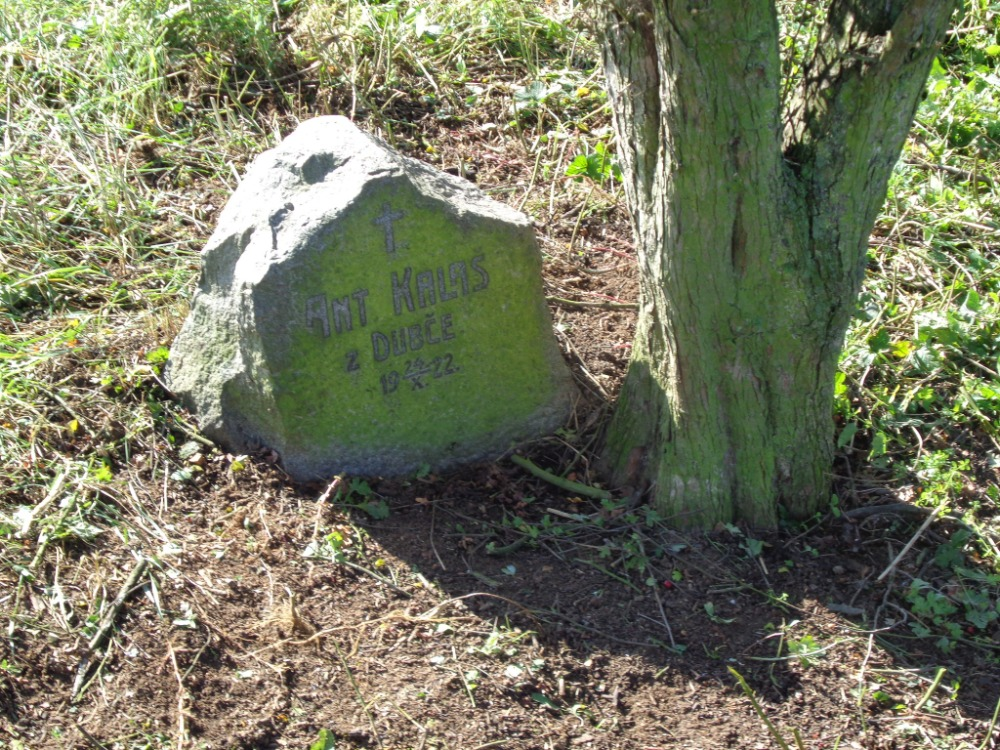
Pomníček Antonína Kalaše
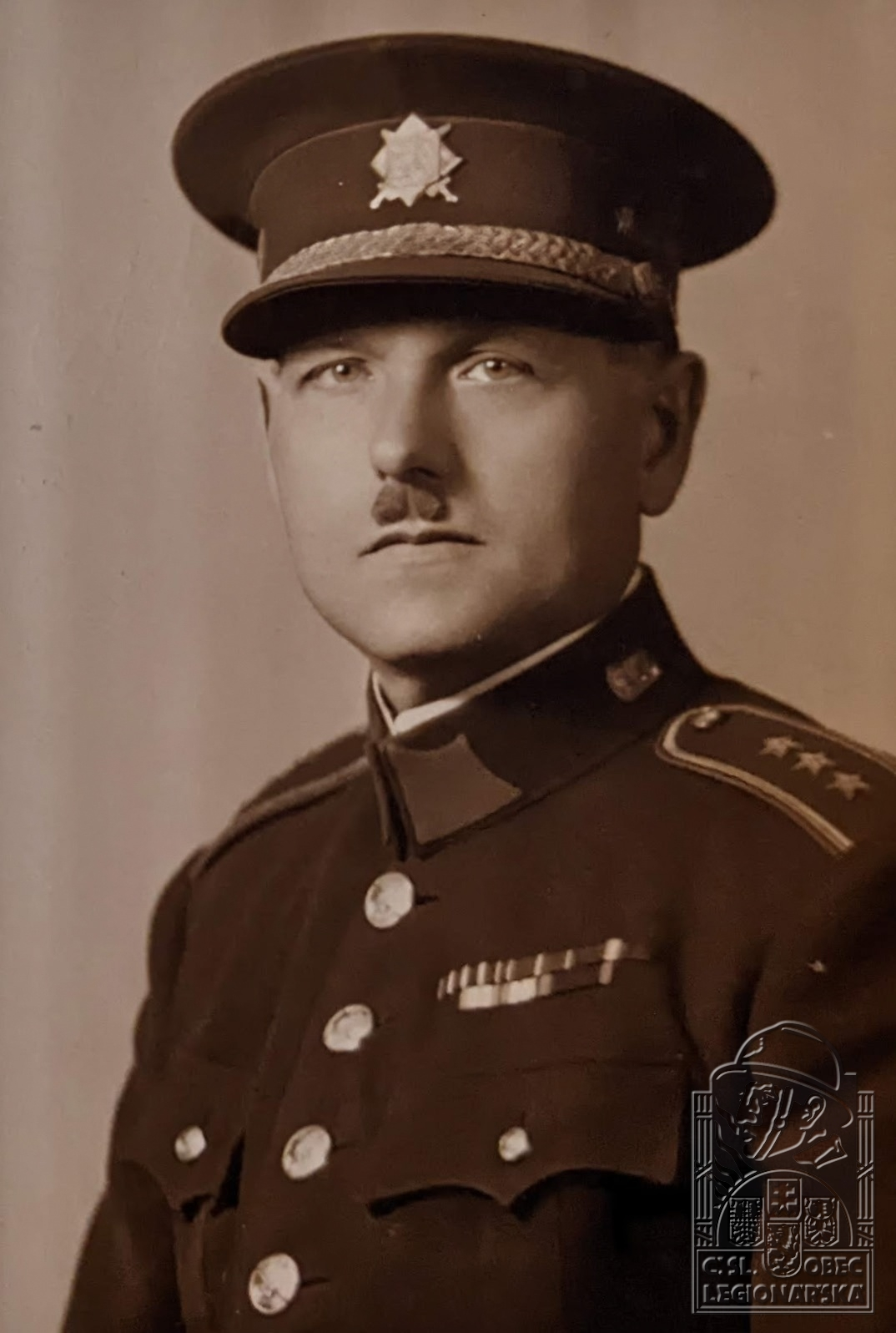
pplk. Václav Novák
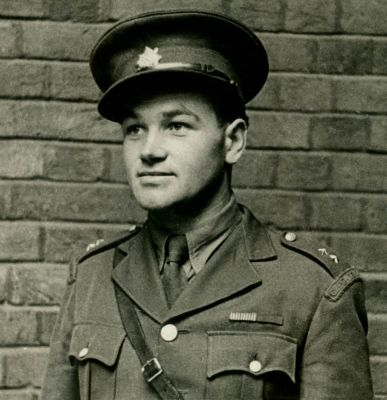
rtm. Jan Kubiš, operace Anthropoid
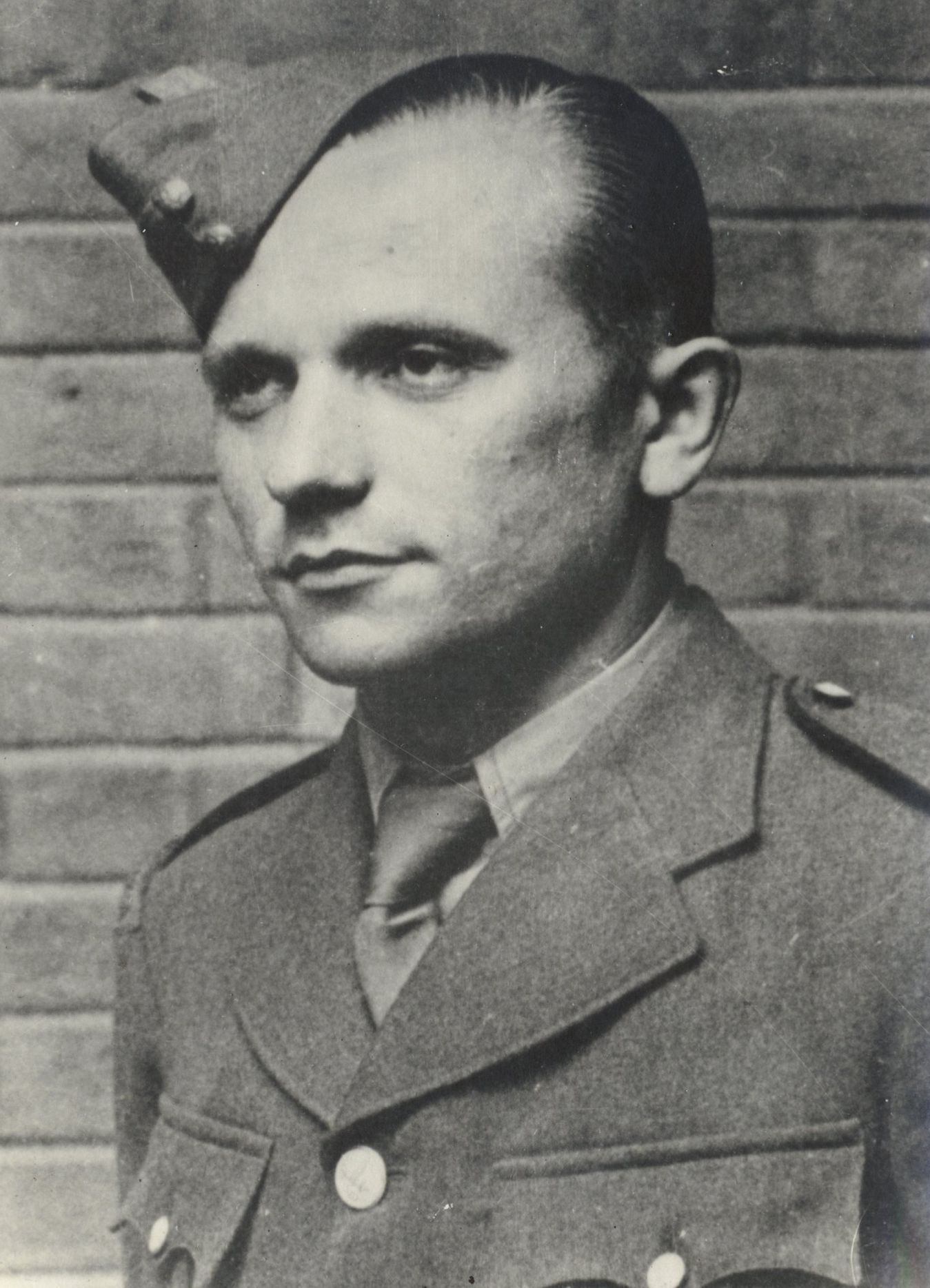
rtm. Jozef Gabčík, operace Anthropoid